# 融太集團
融太集團股份有限公司，簡稱融太集團（英語：Magnus Concordia Group Limited，港交所：1172），於1990年當時由劉竹堅創立，前董事長和總裁為洪定豪，現時為李青，名為「勤達印刷有限公司」，前身為「勤達印刷集團有限公司」和「勤達集團國際有限公司」。
現時業務在香港和國內經營書版印刷及紙品印刷，現時為莊士機構國際有限公司旗下。股份則在1996年6月12日於港交所主板上市。

## 連結
- mcgrouphk.com/ （页面存档备份，存于）